# Jan de Jong (architect)
Jan de Jong (Lith, 19 juli 1917 – Schaijk, 31 juli 2001) was een architect die de principes van de Bossche School toepaste.

## Levensloop

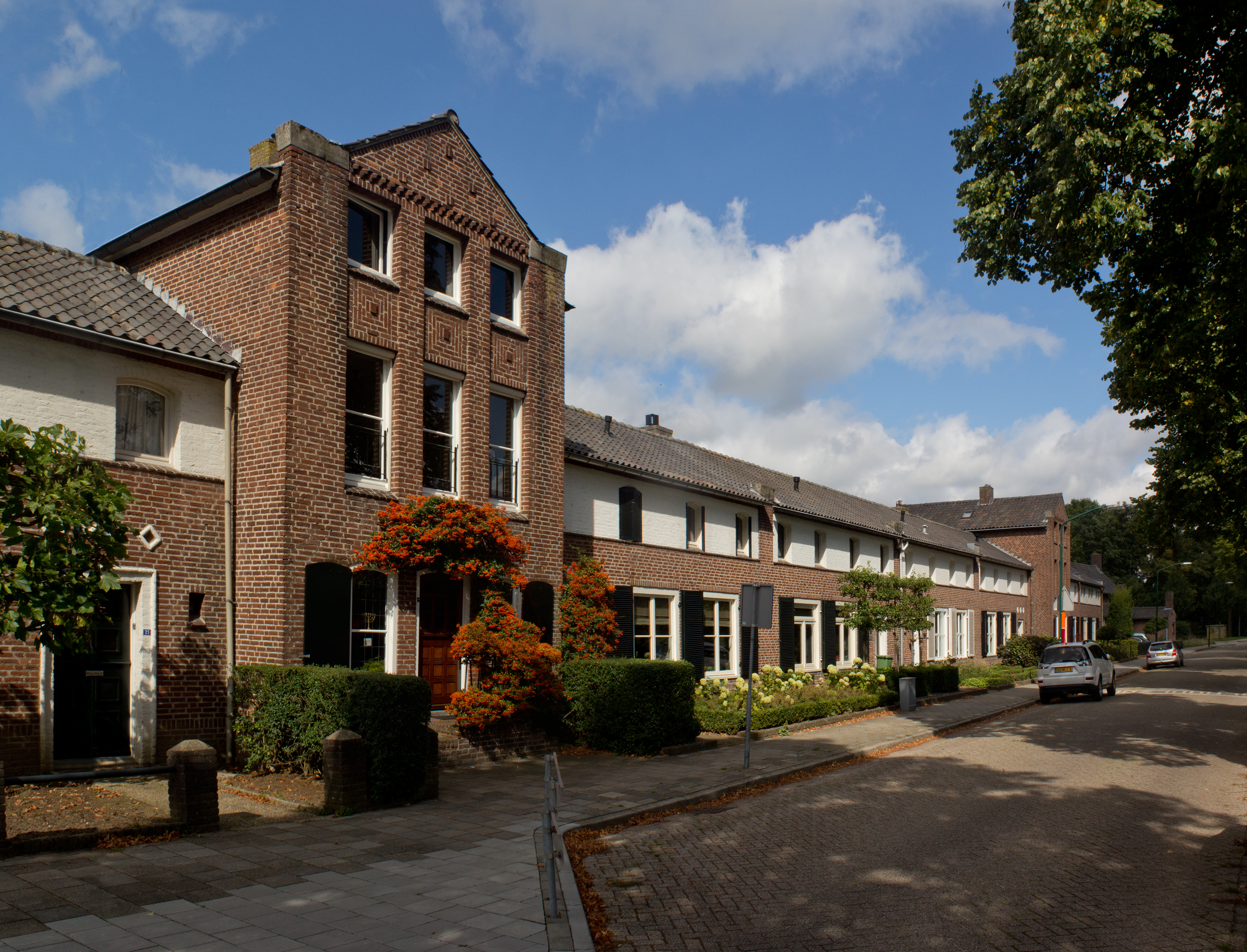
De woningen aan de Burgemeester Ficqlaan te Grave uit 1950/51

Aanvankelijk bestemd om timmerman te worden, volgde De Jong PBNA avondcursussen in Oss en daarna HBO Bouwkunde in Tilburg. Tijdens zijn studie kwam hij in dienst van architectenbureau Schutz te 's-Hertogenbosch. In de oorlogsjaren was hij ook actief in het verzet. Hij werkte vervolgens voor de Dienst Wederopbouw aan boerderijen en de Peel en Zuid-limburg. In 1951 vestigde hij zich als zelfstandig architect in Schaijk. In 1953 studeerde hij met lof af aan de Academie in Tilburg.
Van 1953 tot 1956 volgde hij de cursus Kerkelijke Architectuur die gegeven werd door Dom Hans van der Laan in het Kruithuis te 's-Hertogenbosch. Hij studeerde ook hier cum laude af. Tijdens deze cursus raakte de Jong gefascineerd door de theorieën van van der Laan met betrekking tot het Plastisch getal. Hij sloot tijdelijk zijn bureau om zich volledig te concentreren op het onderzoeken van de mogelijkheden van de ideeën van zijn leermeester. Dit onder het motto "Wat ik kon, wilde ik niet meer, en wat ik wilde kon ik nog niet".
Vanaf 1956 had De Jong zijn persoonlijke zoektocht zo ver vervolledigd dat hij weer begon te ontwerpen. Hij koos als eerste van de architecten van de Bossche School voor een zeer strakke en sobere stijl, waarbij het maten- en verhoudingenspel van het plastisch getal de hoofdrol speelde in zijn ontwerpen. Van der Laan erkende hem al snel als zijn meest briljante leerling. Jan de Jong werd later ook mededocent van de cursus Kerkelijke Architectuur.
De Jong maakte meteen indruk met zijn eerste ontwerpen na 1956; de Sint-Gerardus Majellakerk te Gemert, de Kerk van de Heilige Kruisvinding te Odiliapeel, en de Sint-Benedictuskerk te Rijswijk. De gebouwen behoren tot de eerste zaalkerken van Nederland, en zorgden voor een vernieuwing in de ontwikkeling van de Bossche School en de kerkenbouw in Nederland in zijn algemeenheid.
Vanaf 1962 neemt de Jong zijn eigen leefruimte onder handen. Dat jaar verschijnt er een atelier in zijn achtertuin, bedoeld als 1:1 maquette om zijn ideeën over architectuur duidelijk te maken aan zijn opdrachtgevers en ze voor zichzelf verder uit te kristalliseren. Later neemt hij het besluit om het door hemzelf ontworpen woonhuis uit 1949 te vervangen door een nieuw woonhuis/kantoor, volledig ontworpen volgens zijn visie op de theorieën van het Plastisch getal. Het kenmerkt zich door een zeer sobere uitstraling, en het constant spelen met het onderverdelen van ruimte, zowel binnenhuis als buiten. De visie van de Jong is als een Latijnse inscriptie weergegeven in de omlijsting van de voordeur van zijn huis: "Het betaamt een wijs architect de ruimten te ordenen tot een dak voor het lichaam en een uitzicht voor de geest".
Nadien bleef de Jong nog lang actief en verschenen er nog tal van woonhuizen en enkele kerken en raadhuizen van zijn hand. Hierbij werd zijn stijl langzamerhand weer wat losser, en schroomde hij niet om rondere vormen en ornamentatie terug te brengen in zijn ontwerpen.

## Naschrift

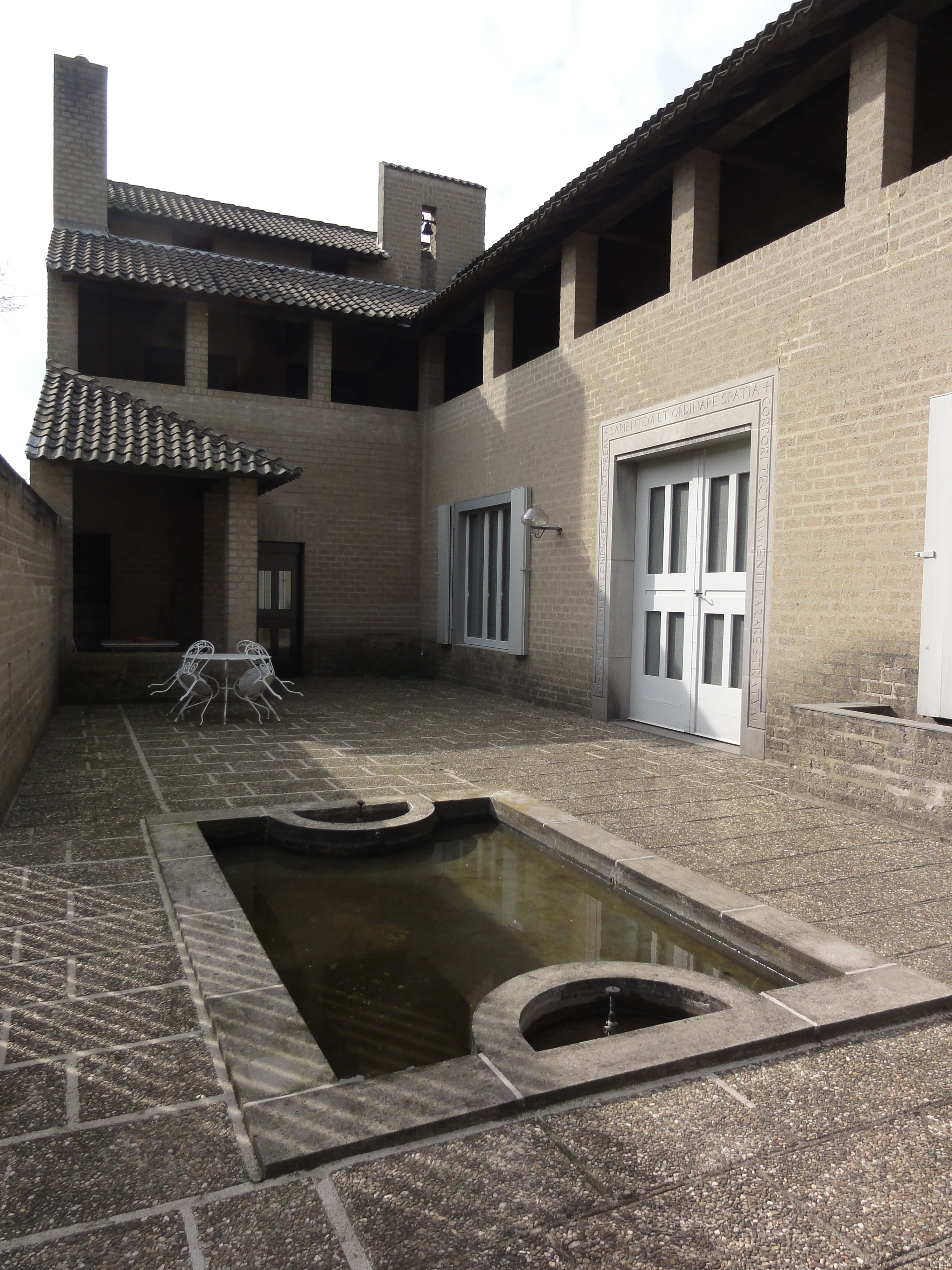
De binnenplaats van het Jan de Jonghuis in Schaijk, rijksmonument

De bouw van de kerken in de stijl van de Bossche School vond plaats in de wederopbouwperiode. Omstreeks 1967 begon een periode van snelle ontkerkelijking, waardoor vele kerken werden opgeheven. Men koos dan veelal voor het behoud van de oudste, historische kerk. Dit ging ten koste van latere kerkbouwstijlen. Van de door Jan de Jong ontworpen kerken is enkel de Heilige Kruisvindingskerk te Odiliapeel nog geheel als zodanig in gebruik. De Gerardus Majellakerk te Gemert is deels verbouwd tot appartementen en bibliotheek. De rest van zijn kerken zijn gesloopt of herbestemd.
Van zijn niet-religieuze gebouwen zijn er nog vele te vinden, voornamelijk in Noord-Brabant. Het stadje Grave neemt hier een bijzondere plek in. Begin jaren 1950 heeft De Jong zich bezig gehouden met de ontwikkeling van een buitenwijk rond het Bikkelkampplein. In de jaren 1970 was hij betrokken bij de herontwikkeling van de binnenstad, nadat deze de status van beschermd stadsgezicht had verloren door jarenlange sloop en verloedering. Zodoende zijn er verschillende voorbeelden van zijn architectuur bewaard gebleven, zowel van voor als na zijn ontwikkeling tot pionier van het plastisch getal.
In Schaijk bevindt zich zijn door hemzelf ontworpen woonhuis. Bij testament heeft De Jong bepaald dat dit huis behouden dient te blijven als toonbeeld van de architectuur van de Bossche School en dat het ten dienste zou moeten staan voor de verdere ontwikkeling van deze bouwstijl. Het gebouw werd geklasseerd als gemeentelijk monument door de gemeente Landerd. In 2017 maakte de Vereniging Hendrick de Keyser bekend het te hebben verworven en 2018 verkreeg het 'Jan de Jonghuis' de status van rijksmonument. 
De in 2003 opgerichte Jan de Jongstichting heeft als doel de ideeën van de architect levend te houden door het bevorderen van de studie van zijn werk en het beheren van zijn architectonisch erfgoed.

## Werken
Hieronder een selectie van zijn religieuze en profane bouwwerken.
| Bouw                  | Naam                                                 | Plaats           | Bijzonderheden | Afbeelding |
| --------------------- | ---------------------------------------------------- | ---------------- | --- | ---------- |
| Religieuze Bouwwerken |                                                      |                  | |            |
| 1953                  | Sint-Fransiscuskerk                                  | Babberich        | |            |
| 1957                  | Heilige Gerardus Majellakerk                         | Gemert           | Deels verbouwd tot bibliotheek, deels nog intact als kerk                                                         |            |
| 1958                  | Sint-Benedictuskerk                                  | Rijswijk         | Gesloopt in 2004, op toren na. Het orgel staat sinds 2004 in een kerk in Beroun, Tsjechië.                        |            |
| 1959                  | Kerk van de Heilige Kruisvinding                     | Odiliapeel       | De enige door Jan de Jong ontworpen kerk van na het voltooien van de cursus die nog als zodanig in gebruik is.    |            |
| 1960-1966             | Priorij Emmaus                                       | Maarssen         | |            |
| 1968-1969             | H. Antonius Abt-kerk                                 | Schaijk          | Aanpassing van het interieur n.a.v Tweede Vaticaanse Concilie                                                     |            |
| Gemeentehuizen        |                                                      |                  | |            |
| 1950                  | Voormalig gemeentehuis Schaijk                       | Schaijk          | aangepast door de Jong in 1968                                                                                    |            |
| 1976/78               | Uitbreiding van het gemeentehuis van Drunen          | Drunen           | |            |
| 1976/81               | Uitbreiding van het gemeentehuis Someren             | Someren          | Het oude deel, oorspronkelijk in Delftse Schoolstijl, is tijdens de uitbreiding aangepast in Bossche Schoolstijl. |            |
| 1981/83               | Gemeentehuis Landerd                                 | Zeeland          | |            |
| Overige               |                                                      |                  | |            |
| 1969                  | Woonhuizen aan de Ds. Hanewinkelplaats te Ravenstein | Ravenstein       | |            |
| 1975                  | Rij van 11 woonhuizen aan de Hoofschestraat te Grave | Grave            | |            |
| 1980                  | Bouwbureau en Archief Bisdom ’s-Hertogenbosch        | 's-Hertogenbosch | |            |